# Danh sách nhà máy điện lớn nhất

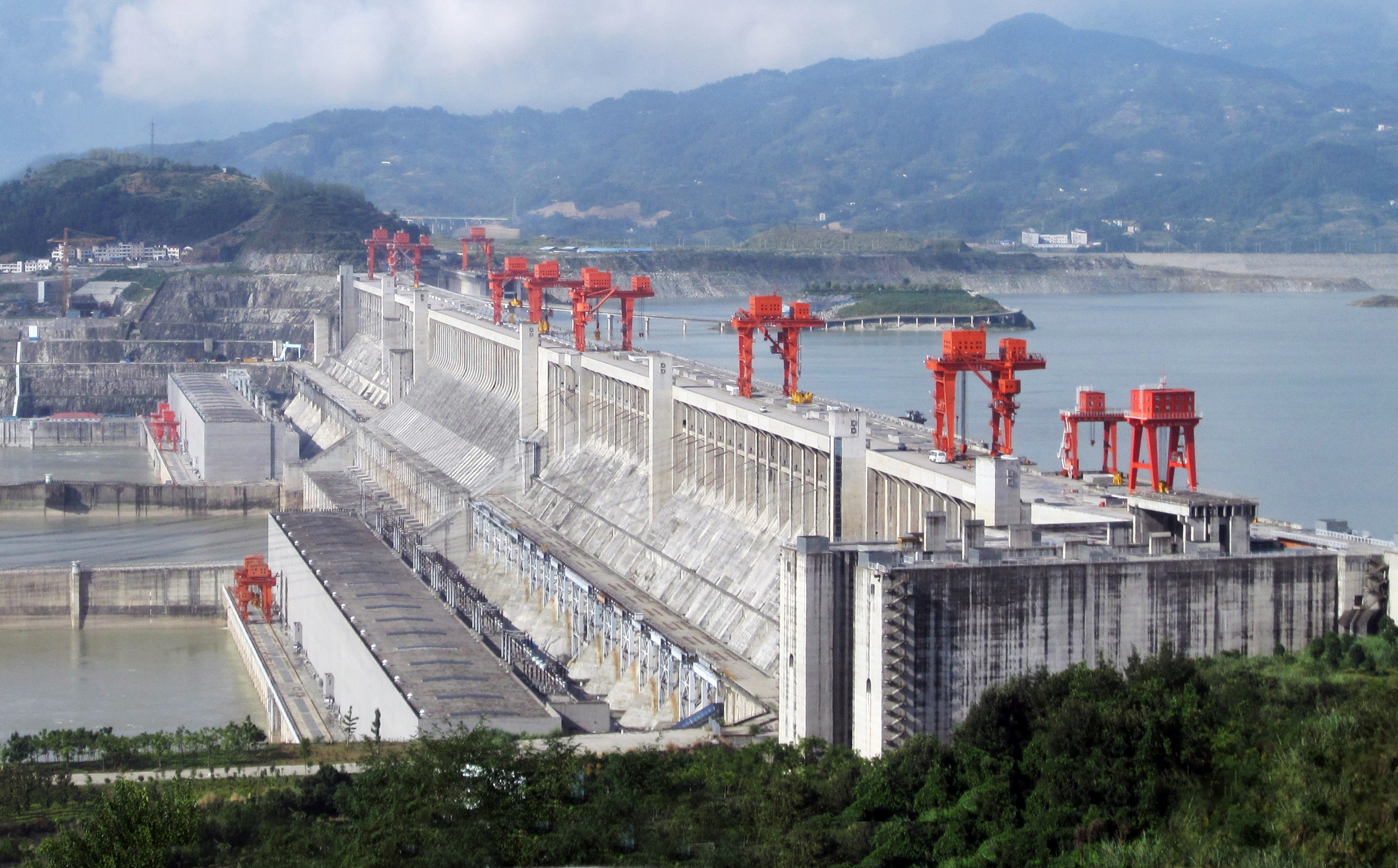
Đập Tam Hiệp, hiện là nhà máy thủy điện lớn nhất và là cơ sở sản xuất điện lớn nhất từng được xây dựng, công suất 22,500 MW

Bài viết này liệt kê các nhà máy điện lớn nhất trên thế giới, xếp hạng về công suất điện lắp đặt hiện tại. Các nhà máy điện không tái tạo là các nhà máy chạy bằng than, dầu nhiên liệu, hạt nhân, khí đốt tự nhiên, đá phiến dầu và than bùn, trong khi các nhà máy điện tái tạo chạy bằng các nguồn nhiên liệu như sinh khối, nhiệt địa nhiệt, thủy điện, năng lượng mặt trời, nhiệt mặt trời, thủy triều, sóng và gió. Chỉ nguồn nhiên liệu quan trọng nhất được liệt kê cho các nhà máy điện hoạt động trên nhiều nguồn nguyên liệu.
Hiện tại, cơ sở sản xuất điện lớn nhất từng được xây dựng là đập Tam Hiệp ở Trung Quốc, tạo ra điện bằng cách sử dụng 32 Francis tua bin có công suất 700 MW và hai 50 MW tuabin, với tổng công suất lắp đặt 22,500 MW, hơn gấp đôi so với công suất lắp đặt của các nhà máy điện hạt nhân lớn nhất, Kashiwazaki-Kariwa (Nhật Bản) ở mức 7,965 MW. Kể từ năm 2019, không có nhà máy điện nào đang được xây dựng có thể so sánh với Tam Hiệp, vì nhà máy điện lớn nhất đang được xây dựng là đập thủy điện Baihetan (16,000 MW)  và đập Belo Monte (11,233 MW).
Mặc dù hiện tại chỉ là một đề xuất, đập Grand Inga ở Congo sẽ vượt qua tất cả các nhà máy điện hiện có, bao gồm cả đập Tam Hiệp, nếu việc xây dựng bắt đầu theo kế hoạch với công suất lắp đặt là 39,000 MW, gần gấp đôi so với đập Tam Hiệp. Một đề xuất khác, Dự án nhà máy điện thủy triều Penzhin, có công suất lắp đặt lên tới 87,100 MW.

## Top 20 cơ sở sản xuất điện lớn nhất
| Xếp hạng | Tên                 | Quốc gia          | Vị trí                                          | Công suất lắp đặt (MW) | Sản lượng điện hàng năm (TWh) | Loại nhiên liệu đầu vào | Ghi chú                 |
| -------- | ------------------- | ----------------- | ----------------------------------------------- | ---------------------- | ----------------------------- | ----------------------- | ----------------------- |
| 1.       | Đập Tam Hiệp        | Trung Quốc        | 30°49′15″B 111°00′8″Đ / 30,82083°B 111,00222°Đ  | 22,500                 | 93.5 (2016)                   | Hydro                   | [ 1 ] [ 5 ]             |
| 2.       | Đập Itaipu          | Brazil · Paraguay | 25°24′31″N 54°35′21″T / 25,40861°N 54,58917°T   | 14,000                 | 103.09 (2016)                 | Hydro                   | [ 6 ] [ 7 ] [ 8 ] [ 9 ] |
| 3.       | Xiluodu             | Trung Quốc        | 28°15′52″B 103°38′47″Đ / 28,26444°B 103,64639°Đ | 13,860                 | 55.2 (2015)                   | Hydro                   | [ 10 ] [ 11 ]           |
| 4.       | Guri                | Venezuela         | 07°45′59″B 62°59′57″T / 7,76639°B 62,99917°T    | 10,235                 | 47 (average)                  | Hydro                   | [ 12 ]                  |
| 5.       | Tucuruí             | Brazil            | 03°49′53″N 49°38′36″T / 3,83139°N 49,64333°T    | 8,370                  | 21.4 (average)                | Hydro                   | [ 6 ] [ 10 ]            |
| 6.       | Belo Monte          | Brazil            | 03°07′27″N 51°42′1″T / 3,12417°N 51,70028°T     | 8,176                  | 39.5 (expected)               | Hydro                   | [ 3 ] [ note 1 ]        |
| 7.       | Kashiwazaki-Kariwa  | Nhật Bản          | 37°25′45″B 138°35′43″Đ / 37,42917°B 138,59528°Đ | 7,965                  | 60.3 (1999) 0 (2012–2018)     | Nuclear                 | Suspended in 2011       |
| 8.       | Robert-Bourassa     | Canada            | 53°47′43″B 77°26′26″T / 53,79528°B 77,44056°T   | 7,722                  | 26.5 (average)                | Hydro                   | [ 17 ]                  |
| 9.       | Kori                | Hàn Quốc          | 35°19′40″B 129°18′3″Đ / 35,32778°B 129,30083°Đ  | 7,411                  | 43.15 (2016)                  | Nuclear                 |                         |
| 10.      | Grand Coulee        | Hoa Kỳ            | 47°57′23″B 118°58′56″T / 47,95639°B 118,98222°T | 6,809                  | 20.24 (average)               | Hydro                   | [ 18 ] [ 19 ]           |
| 11.      | Tuoketuo            | Trung Quốc        | 40°11′49″B 111°21′52″Đ / 40,19694°B 111,36444°Đ | 6,720                  | 33.32                         | Coal                    | [ 20 ] [ 21 ]           |
| 12.      | Yangjiang           | Trung Quốc        | 21°42′35″B 112°15′38″Đ / 21,70972°B 112,26056°Đ | 6,480                  | ?                             | Nuclear                 | [ 22 ]                  |
| 13.      | Xiangjiaba          | Trung Quốc        | 28°38′57″B 104°22′14″Đ / 28,64917°B 104,37056°Đ | 6,448                  | 30.7 (2015)                   | Hydro                   | [ 23 ] [ 24 ]           |
| 14.      | Longtan             | Trung Quốc        | 25°01′38″B 107°02′51″Đ / 25,02722°B 107,0475°Đ  | 6,426                  | 18.7(estimate)                | Hydro                   | [ 10 ] [ 25 ] [ 26 ]    |
| 15.      | Sayano-Shushenskaya | Nga               | 52°49′33″B 91°22′13″Đ / 52,82583°B 91,37028°Đ   | 6,400                  | 26.9 (2016)                   | Hydro                   | [ 27 ] [ 28 ]           |
| 16.      | Bruce               | Canada            | 44°19′31″B 81°35′58″T / 44,32528°B 81,59944°T   | 6,288                  | 49.02 (2017)                  | Nuclear                 | [ 29 ]                  |
| 17.      | Dangjin             | Hàn Quốc          | 37°03′19″B 126°30′35″Đ / 37,05528°B 126,50972°Đ | 6,040                  | ?                             | Coal                    | [ 30 ] [ 31 ]           |
| 18.      | Krasnoyarsk         | Nga               | 55°56′5″B 92°17′40″Đ / 55,93472°B 92,29444°Đ    | 6,000                  | 18.4 (average)                | Hydro                   | [ 32 ]                  |
| 19.      | Hanul               | Hàn Quốc          | 37°05′34″B 129°23′1″Đ / 37,09278°B 129,38361°Đ  | 5,928                  | 48.16                         | Nuclear                 | [ 33 ] [ 34 ]           |
| 20.      | Hanbit              | Hàn Quốc          | 35°24′54″B 126°25′26″Đ / 35,415°B 126,42389°Đ   | 5,875                  | 47.62                         | Nuclear                 | [ 33 ] [ 34 ]           |

1. ↑  Present States of Operation (All units) Suspended (Periodic Inspection) Nuclear Regulation Authority

## Dòng thời gian của các nhà máy điện lớn nhất thế giới
Tại bất kỳ thời điểm nào kể từ đầu thế kỷ 20, nhà máy điện lớn nhất thế giới là một nhà máy thủy điện. 
| Tổ chức kỷ lục | Tổ chức kỷ lục | Tên trạm điện            | Sức chứa </br> (MW) | Vị trí                                            | Ghi chú       |
| Từ             | Đến            | Tên trạm điện            | Sức chứa </br> (MW) | Vị trí                                            | Ghi chú       |
| -------------- | -------------- | ------------------------ | ------------------- | ------------------------------------------------- | ------------- |
| 1911           | 1913           | Vemork                   | 108                 | Rjukan, Telemark, Na Uy                           | [ 35 ] [ 36 ] |
| 1913           | 1922           | Đập Keokuk               | 142                 | Hamilton, Illinois / Keokuk, Iowa, Hoa Kỳ         | [ 37 ]        |
| 1922           | 1939           | Ngài Adam Beck Station I | 149.4-498           | Thác Niagara, Ontario, Canada                     | [ 39 ]        |
| 1939           | 1949           | Đập Hoover               | 705                 | Quận Clark, Nevada / Quận Mohave, Arizona, Hoa Kỳ | [ 40 ] [ 41 ] |
| 1949           | 1960           | Đập Grand Coulee         | 2.280               | Hoa Kỳ                                            |               |
| 1960           | 1963           | Trạm thủy điện Volga     | 2.300 trận2,563     | Volgograd, Nga                                    | [ 42 ]        |
| 1963           | 1971           | Trạm thủy điện Bratsk    | 2.750 mỏ4,515       | Bratsk, Nga                                       | [ 43 ]        |
| 1971           | 1983           | Đập Krasnoyarsk          | 5.000 trận6.000     | Krasnoyarsk, Nga                                  | [ 44 ]        |
| 1983           | 1986           | Đập nước lớn             | 6.181 Quảng6.809    | Hoa Kỳ                                            | [ 45 ]        |
| 1986           | 1989           | Đập Guri                 | 10.235              | Hẻm núi Necuima, Venezuela                        |               |
| 1989           | 2007           | Đập Itaipu               | 10.5001414.000      | Thác Iguazu, sông Paraná, Brazil / Paraguay       |               |
| 2007           | hiện tại       | Đập Tam Hiệp             | 14.100 từ22.500     | Tam Hiệp, Nghi Xương, tỉnh Hồ Bắc, Trung Quốc     |               |

## Nhà máy điện không tái tạo

### Than

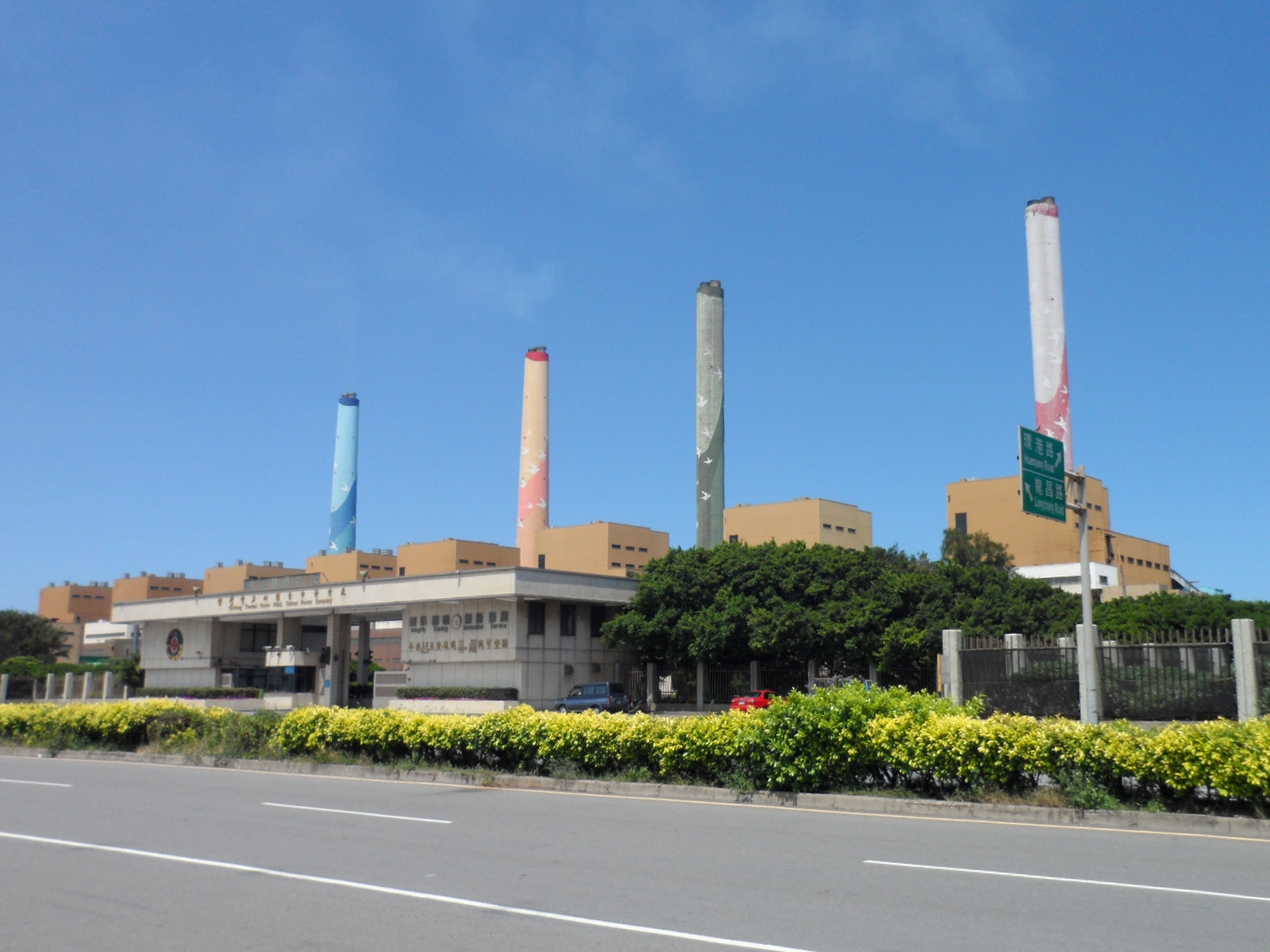
Đài Trung, nhà máy nhiệt điện than lớn thứ ba, ở mức 5,500 MWe

| Rank | Station        | Country    | Location                                        | Capacity (MW) | Ref                  |
| ---- | -------------- | ---------- | ----------------------------------------------- | ------------- | -------------------- |
| 1.   | Tuoketuo       | Trung Quốc | 40°11′49″B 111°21′52″Đ / 40,19694°B 111,36444°Đ | 6,720         | [ 20 ] [ 21 ]        |
| 2.   | Dangjin        | Hàn Quốc   | 37°03′19″B 126°30′35″Đ / 37,05528°B 126,50972°Đ | 6,040         | [ 30 ] [ 31 ]        |
| 3.   | Taichung       | Taiwan     | 24°12′46″B 120°28′52″Đ / 24,21278°B 120,48111°Đ | 5,500         | Uses bituminous coal |
| 4.   | Bełchatów      | Poland     | 51°15′59″B 19°19′50″Đ / 51,26639°B 19,33056°Đ   | 5,472         | Uses lignite         |
| 5.   | Yeongheung     | Hàn Quốc   | 37°14′17″B 126°26′9″Đ / 37,23806°B 126,43583°Đ  | 5,080         | [ 48 ]               |
| 6.   | Taean          | Hàn Quốc   | 36°54′20,2″B 126°14′4,9″Đ / 36,9°B 126,23333°Đ  | 5,050         | [ 31 ]               |
| 7.   | Guodian Beilun | Trung Quốc | 29°56′37″B 121°48′57″Đ / 29,94361°B 121,81583°Đ | 5,000         | [ 4 ]                |
| 7.   | Waigaoqiao     | Trung Quốc | 31°21′21″B 121°35′54″Đ / 31,35583°B 121,59833°Đ | 5,000         |                      |
| 7.   | Guohua Taishan | Trung Quốc | 21°52′0″B 112°55′22″Đ / 21,86667°B 112,92278°Đ  | 5,000         | [ 49 ]               |
| 7.   | Jiaxing        | Trung Quốc | 30°37′46″B 121°8′49″Đ / 30,62944°B 121,14694°Đ  | 5,000         | Uses bituminous coal |

### Dầu nhiên liệu
| Rank | Station         | Country      | Location                                        | Capacity (MW) | Ref           |
| ---- | --------------- | ------------ | ----------------------------------------------- | ------------- | ------------- |
| 1.   | Shoaiba         | Saudi Arabia | 20°40′48″B 39°31′24″Đ / 20,68°B 39,52333°Đ      | 5,600         | [ 51 ]        |
| 2.   | Kashima         | Nhật Bản     | 35°52′47″B 140°41′22″Đ / 35,87972°B 140,68944°Đ | 4,400         |               |
| 3.   | Anegasaki       | Nhật Bản     | 35°29′6″B 140°01′0″Đ / 35,485°B 140,01667°Đ     | 3,600         | [ 4 ]         |
| 4.   | Yokohama        | Nhật Bản     | 35°28′36″B 139°40′44″Đ / 35,47667°B 139,67889°Đ | 3,379         | [ 4 ]         |
| 5.   | Hirono          | Nhật Bản     | 37°14′18″B 141°01′4″Đ / 37,23833°B 141,01778°Đ  | 3,200         | [ 4 ]         |
| 6.   | Yokosuka        | Nhật Bản     | 35°12′56″B 139°42′59″Đ / 35,21556°B 139,71639°Đ | 2,276         | [ 4 ]         |
| 7.   | Kainan          | Nhật Bản     | 34°09′7″B 135°11′15″Đ / 34,15194°B 135,1875°Đ   | 2,100         | [ 54 ]        |
| 8.   | Higashi-Niigata | Nhật Bản     | 37°59′58″B 139°14′29″Đ / 37,99944°B 139,24139°Đ | 1,900         | [ 55 ]        |
| 8.   | Atsumi          | Nhật Bản     | 34°59′12″B 136°50′37″Đ / 34,98667°B 136,84361°Đ | 1,900         | [ 56 ] [ 54 ] |
| 10.  | Gobo            | Nhật Bản     | 33°51′36″B 135°09′11″Đ / 33,86°B 135,15306°Đ    | 1,800         | [ 54 ]        |

### Khi tự nhiên

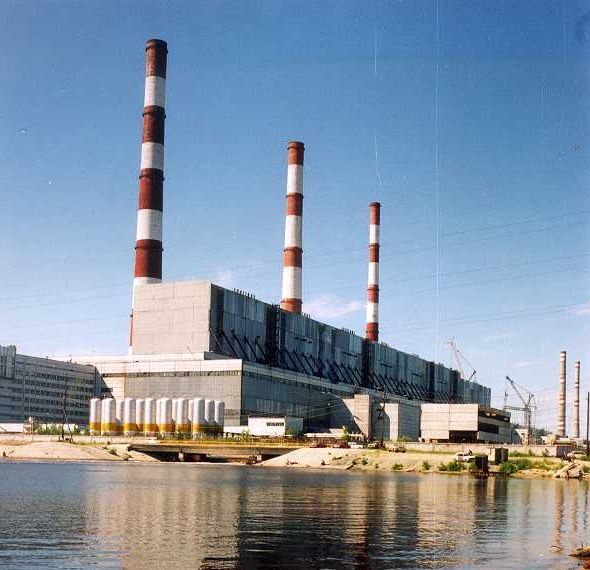
Surgut-2, nhà máy điện khí tự nhiên lớn nhất thế giới

| Rank | Station                | Country              | Location                                        | Capacity (MW) | Ref           |
| ---- | ---------------------- | -------------------- | ----------------------------------------------- | ------------- | ------------- |
| 1.   | Surgut-2               | Nga                  | 61°16′46″B 73°30′45″Đ / 61,27944°B 73,5125°Đ    | 5,657         | [ 58 ]        |
| 2.   | Jebel Ali              | United Arab Emirates | 25°03′35″B 55°07′2″Đ / 25,05972°B 55,11722°Đ    | 5,163         | [ 59 ]        |
| 3.   | Higashi-Niigata        | Nhật Bản             | 37°59′58″B 139°14′29″Đ / 37,99944°B 139,24139°Đ | 5,149         | [ 55 ]        |
| 4.   | Futtsu                 | Nhật Bản             | 35°20′35″B 139°50′2″Đ / 35,34306°B 139,83389°Đ  | 5,040         |               |
| 5.   | Kawagoe                | Nhật Bản             | 35°00′25″B 136°41′20″Đ / 35,00694°B 136,68889°Đ | 4,802         | [ 4 ]         |
| 6.   | Tatan                  | Taiwan               | 25°01′34″B 121°02′50″Đ / 25,02611°B 121,04722°Đ | 4,384         | [ 60 ]        |
| 7.   | Chiba                  | Nhật Bản             | 35°33′57″B 140°06′20″Đ / 35,56583°B 140,10556°Đ | 4,380         | [ 4 ]         |
| 8.   | Himeji No. 2           | Nhật Bản             | 34°46′24″B 134°41′38″Đ / 34,77333°B 134,69389°Đ | 4,119         | [ 61 ] [ 54 ] |
| 9.   | Chita                  | Nhật Bản             | 34°59′12″B 136°50′37″Đ / 34,98667°B 136,84361°Đ | 3,966         | [ 56 ]        |
| 10.  | Anegasaki              | Nhật Bản             | 35°29′6″B 140°01′0″Đ / 35,485°B 140,01667°Đ     | 3,600         | [ 53 ] [ 4 ]  |
| 10.  | Sodegaura              | Nhật Bản             | 35°27′45″B 139°58′37″Đ / 35,4625°B 139,97694°Đ  | 3,600         | [ 4 ]         |
| 10.  | Kostroma Power Station | Nga                  | 57°27′34″B 41°10′30″Đ / 57,45944°B 41,175°Đ     | 3,600         | [ 62 ]        |

### Nguyên tử

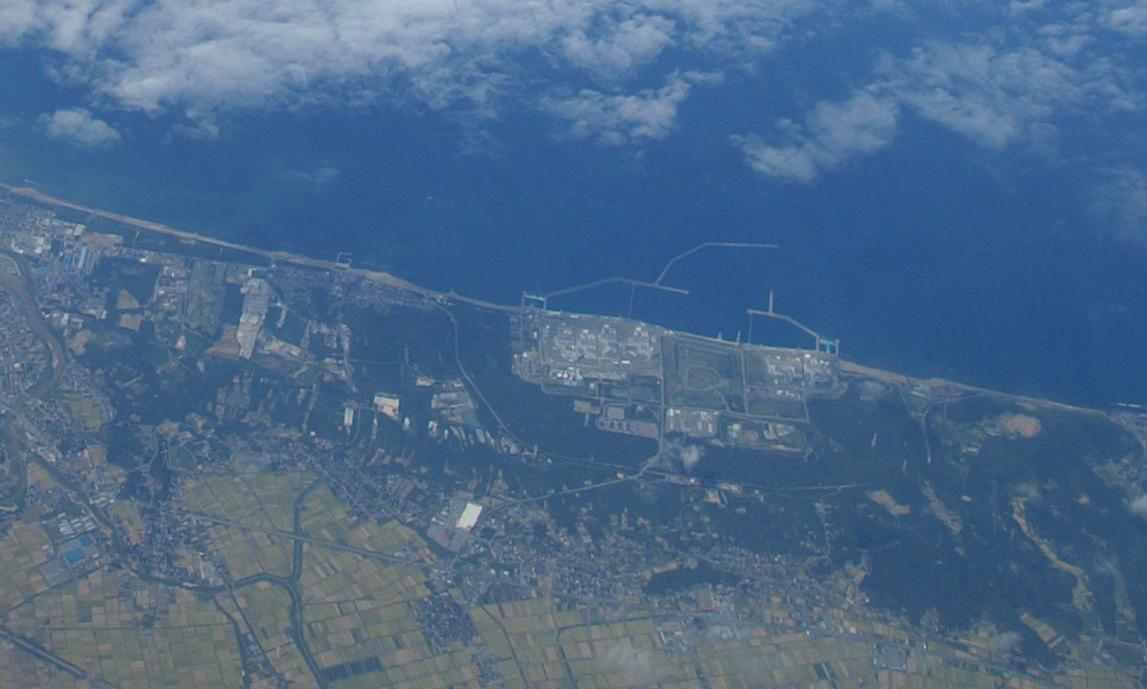
Kashiwazaki-Kariwa, nhà máy điện hạt nhân lớn nhất (bị đình chỉ từ năm 2011)

| Rank | Station            | Country    | Location                                        | Capacity (MW)                     | Ref                  |
| ---- | ------------------ | ---------- | ----------------------------------------------- | --------------------------------- | -------------------- |
| 1.   | Kashiwazaki-Kariwa | Nhật Bản   | 37°25′45″B 138°35′43″Đ / 37,42917°B 138,59528°Đ | 7,965 (out of service since 2011) | [ 14 ] [ 15 ] [ 16 ] |
| 2.   | Kori               | Hàn Quốc   | 35°19′40″B 129°18′3″Đ / 35,32778°B 129,30083°Đ  | 7,411                             | [ 63 ]               |
| 3.   | Yangjiang          | Trung Quốc | 21°42′35″B 112°15′38″Đ / 21,70972°B 112,26056°Đ | 6,480                             | [ 22 ]               |
| 4.   | Bruce              | Canada     | 44°19′31″B 81°35′58″T / 44,32528°B 81,59944°T   | 6,384                             | [ 64 ] [ 65 ]        |
| 5.   | Hanul              | Hàn Quốc   | 37°05′34″B 129°23′1″Đ / 37,09278°B 129,38361°Đ  | 5,928                             | [ 34 ]               |
| 6.   | Hanbit             | Hàn Quốc   | 35°24′54″B 126°25′26″Đ / 35,415°B 126,42389°Đ   | 5,875                             | [ 34 ]               |
| 7.   | Zaporizhia         | Ukraine    | 47°30′44″B 34°35′9″Đ / 47,51222°B 34,58583°Đ    | 5,700                             | [ 66 ]               |
| 8.   | Gravelines         | Pháp       | 51°00′55″B 02°08′10″Đ / 51,01528°B 2,13611°Đ    | 5,460                             | [ 67 ]               |
| 9.   | Paluel             | Pháp       | 49°51′29″B 00°38′8″Đ / 49,85806°B 0,63556°Đ     | 5,320                             | [ 67 ]               |
| 10.  | Cattenom           | Pháp       | 49°24′57″B 06°13′5″Đ / 49,41583°B 6,21806°Đ     | 5,200                             | [ 67 ]               |

### Dầu đá phiến

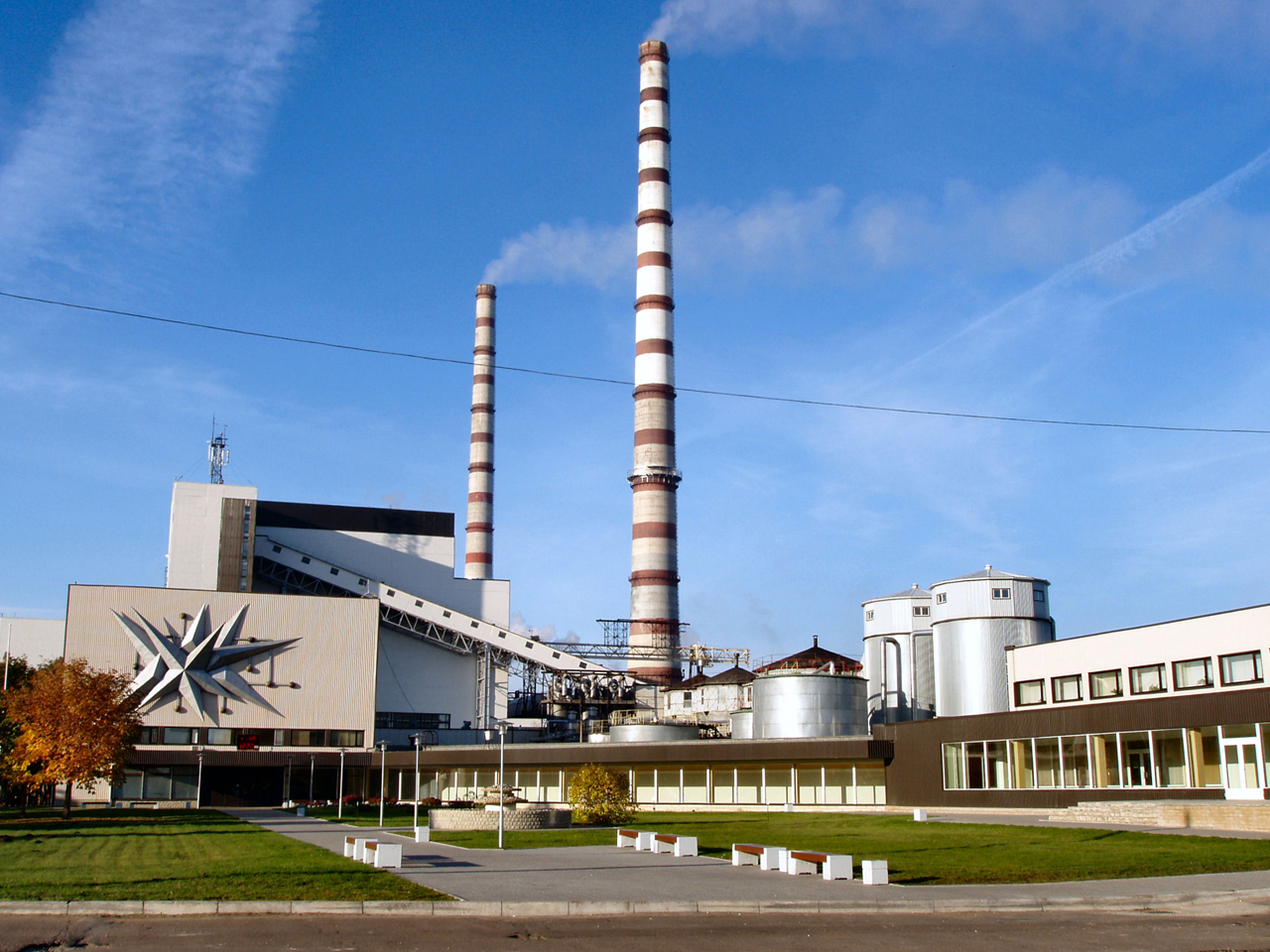
Nhà máy điện Eesti, nhà máy điện đốt đá phiến dầu lớn nhất thế giới

| Cấp | Ga tàu                                | Quốc gia                   | Vị trí                                        | Công suất (MW) | Ref           |
| --- | ------------------------------------- | -------------------------- | --------------------------------------------- | -------------- | ------------- |
| 1.  | Eesti                                 | liên_kết=\|viền Estonia    | 59°16′10″B 27°54′8″Đ / 59,26944°B 27,90222°Đ  | 1.615          | [ 68 ] [ 69 ] |
| 2.  | Balti                                 | liên_kết=\|viền Estonia    | 59°21′12″B 28°07′22″Đ / 59,35333°B 28,12278°Đ | 765            | [ 68 ] [ 69 ] |
| 3.  | Auvere                                | liên_kết=\|viền Estonia    |                                               | 300            |               |
| 4.  | Huadian                               | liên_kết=\|viền Trung Quốc |                                               | 100            | [ 4 ]         |
| 5.  | Kohtla-Järve                          | liên_kết=\|viền Estonia    |                                               | 39             |               |
| 6.  | Mishor Rotem (ngừng hoạt động)        | liên_kết=\|viền Israel     | 31°03′19″B 35°11′4″Đ / 31,05528°B 35,18444°Đ  | 13             |               |
| 7.  | Nhà máy Dotternhausen Rohrbach Zement | liên_kết=\|viền Đức        |                                               | 9,9            | [ 70 ]        |

### Than bùn

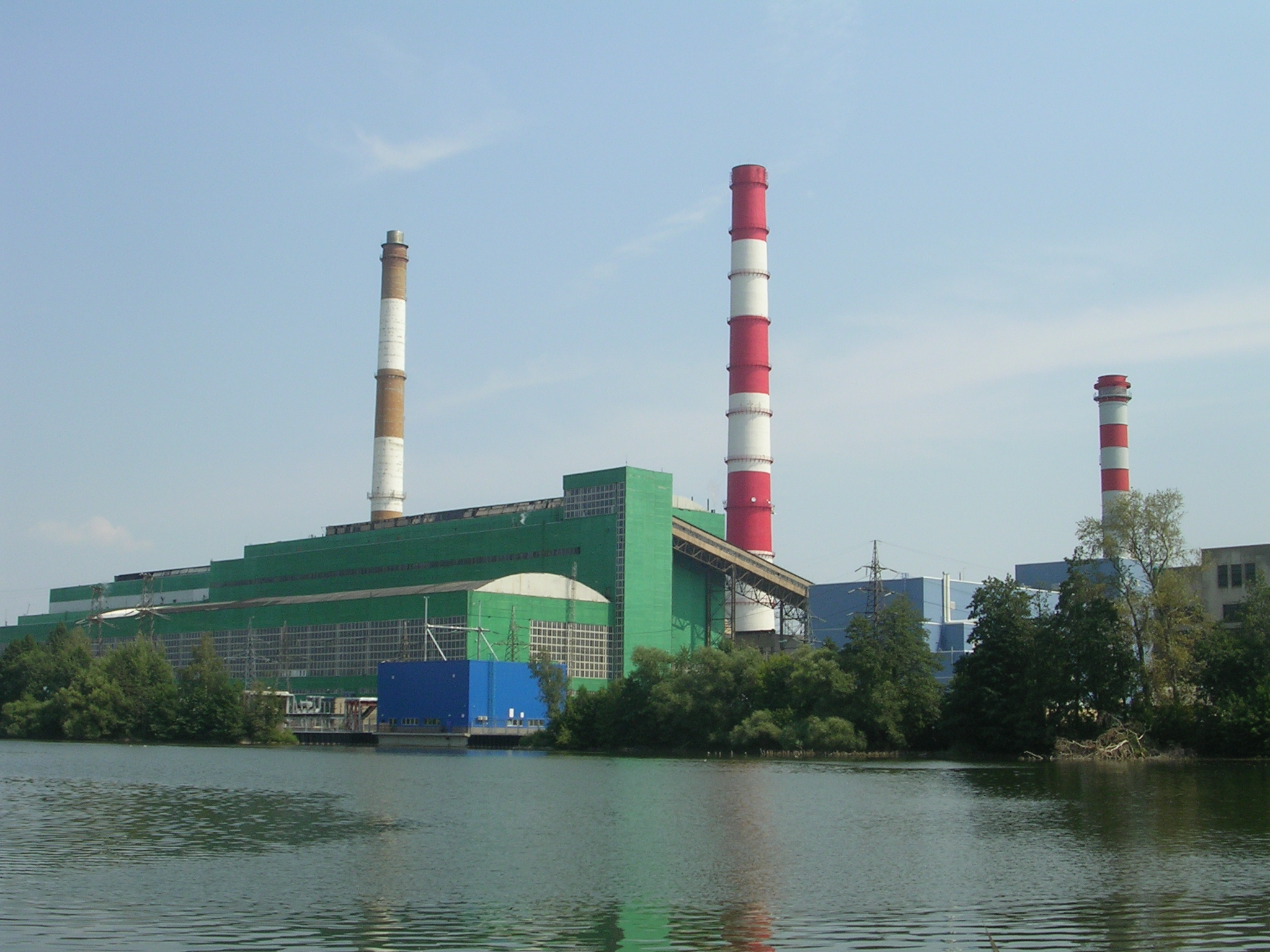
Shatura, nhà máy điện than bùn lớn nhất với 1,500 MW

| Rank | Station     | Country | Location                                      | Capacity (MW) | Ref        |
| ---- | ----------- | ------- | --------------------------------------------- | ------------- | ---------- |
| 1.   | Shatura     | Nga     | 55°35′0″B 39°33′40″Đ / 55,58333°B 39,56111°Đ  | 1,500         | [ note 2 ] |
| 2.   | Kirov       | Nga     | 58°37′16″B 49°35′47″Đ / 58,62111°B 49,59639°Đ | 300           | [ 4 ]      |
| 3.   | Keljonlahti | Finland | 62°11′33″B 25°44′14″Đ / 62,1925°B 25,73722°Đ  | 209           |            |
| 4.   | Toppila     | Finland | 65°02′15″B 25°26′7″Đ / 65,0375°B 25,43528°Đ   | 190           | [ 4 ]      |
| 5.   | Haapavesi   | Finland | 64°07′19″B 25°24′47″Đ / 64,12194°B 25,41306°Đ | 154           | [ 71 ]     |
| 6.   | West Offaly | Ireland | 53°16′22″B 08°02′20″T / 53,27278°B 8,03889°T  | 150           | [ 72 ]     |
| 7.   | Edenderry   | Ireland | 53°17′27″B 07°05′13″T / 53,29083°B 7,08694°T  | 120           | [ 73 ]     |
| 8.   | Lough Ree   | Ireland | 53°40′28″B 07°59′2″Đ / 53,67444°B 7,98389°Đ   | 100           | [ 72 ]     |
| 9.   | Väo         | Estonia | 59°26′14″B 24°54′23″Đ / 59,43722°B 24,90639°Đ | 25            | [ 74 ]     |

1. ↑  planned final capacity 11,233 MW
2. ↑  Natural gas primary fuel (78,0 %), peat secondary (11,5 %)

## Nhà máy điện tái tạo

### Sinh khối
| Cấp   | Ga tàu                  | Quốc gia                | Hệ tọa độ địa lý                                | Công suất (MW) |                 | Ref               |
| ----- | ----------------------- | ----------------------- | ----------------------------------------------- | -------------- | --------------- | ----------------- |
| 1.    | Drax (đơn vị 1 Vang4)   | liên_kết=\|viền UK      |                                                 | 2.595          | nhiên liệu viên | [ 4 ]             |
| 2.    | Alholmens Kraft         | liên_kết=\|viền Finland | 63°42′7″B 22°42′35″Đ / 63,70194°B 22,70972°Đ    | 265            | tàn dư rừng     | [ 4 ]             |
| 3.    | Maasvlakte 3            | liên_kết=\|viền Hà Lan  | 51°54′45″B 4°1′16″Đ / 51,9125°B 4,02111°Đ       | 220            | sinh khối       | [ 75 ] [ note 1 ] |
| 4.    | Połaniec                | liên_kết=\|viền Poland  | 50°26′14″B 21°20′14″Đ / 50,43722°B 21,33722°Đ   | 205            | gỗ vụn          | [ 75 ]            |
| 5.    | Trạm phát điện Atikokan | liên_kết=\|viền Canada  | 48°50′17″B 91°34′15″T / 48,83806°B 91,57083°T   | 205            | sinh khối       | [ 76 ]            |
| 6.    | Rodenhuize              | liên_kết=\|viền Bỉ      | 51°8′4,88″B 3°46′35,94″Đ / 51,13333°B 3,76667°Đ | 180            | viên gỗ         | [ 77 ]            |
| 7.    | Kymijärvi II            | liên_kết=\|viền Finland |                                                 | 160            | RDF             | [ 78 ]            |
| số 8. | Nhà máy giấy Ashdown    | liên_kết=\|viền Hoa Kỳ  |                                                 | 157            | rượu đen        | [ 79 ]            |
| 9.    | Nhà thông thái          | liên_kết=\|viền Finland |                                                 | 150            | rượu đen        | [ 75 ]            |
| 10.   | Vaasa                   | liên_kết=\|viền Finland |                                                 | 140            | sinh khối       | [ 78 ]            |

1. ↑  installed capacity is 1100 MW with cofiring 80% coal and 20% biomass

### Địa nhiệt

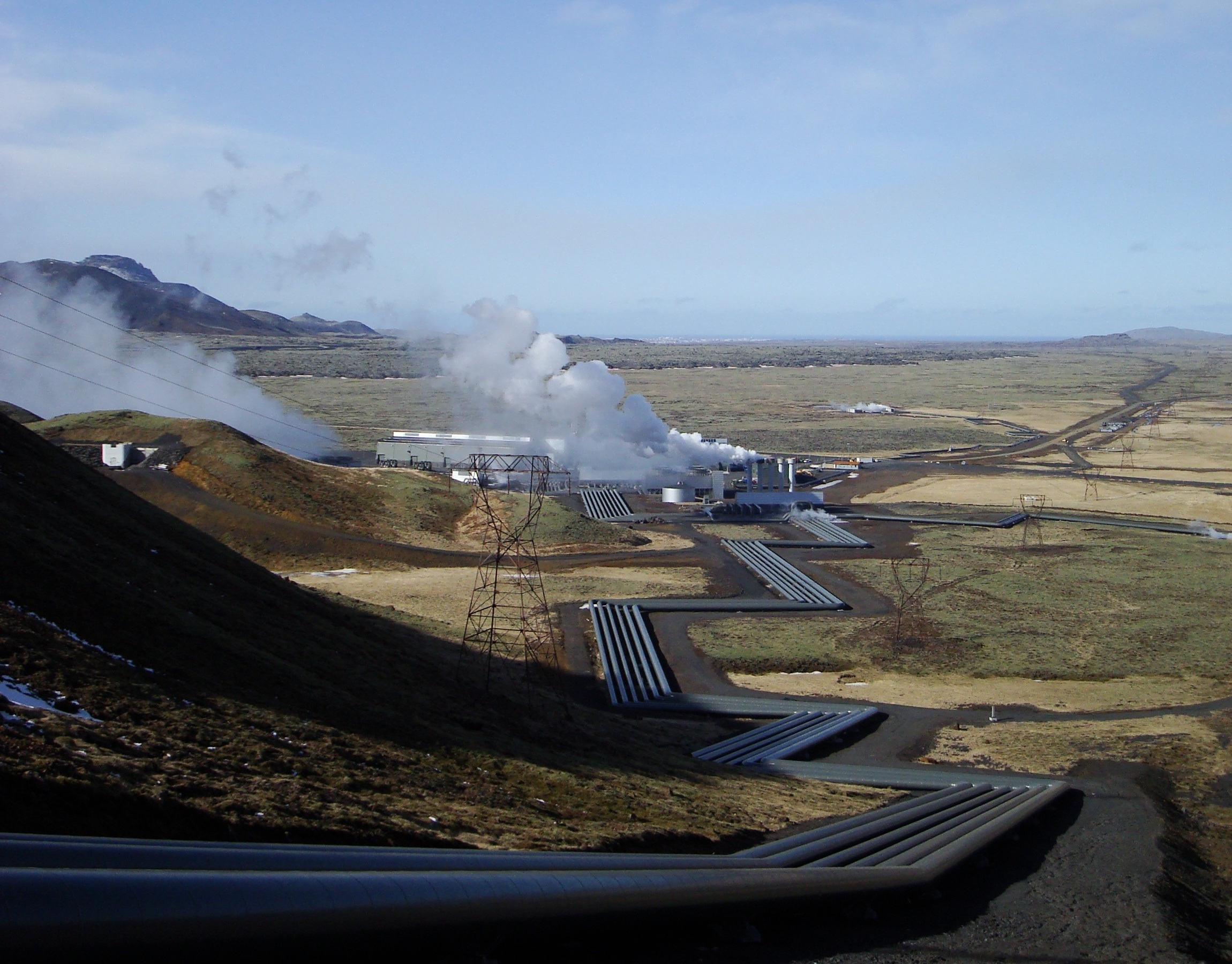
Nhà máy điện Hellisheiði, nhà máy điện địa nhiệt lớn thứ năm tại 303 MWe

| Cấp   | Ga tàu       | Quốc gia                    | Vị trí                                          | Công suất (MW) | Ref    |
| ----- | ------------ | --------------------------- | ----------------------------------------------- | -------------- | ------ |
| 1.    | The Geysers  | liên_kết=\|viền Hoa Kỳ      | 38°47′26″B 122°45′21″T / 38,79056°B 122,75583°T | 1,517          | [ 80 ] |
| 2.    | Cerro Prieto | liên_kết=\|viền Mexico      | 32°23′57″B 115°14′19″T / 32,39917°B 115,23861°T | 820            | [ 81 ] |
| 3.    | Larderello   | liên_kết=\|viền Italy       |                                                 | 769            | [ 82 ] |
| 4.    | Olkaria      | liên_kết=\|viền Kenya       |                                                 | 569            |        |
| 5.    | Hellisheiði  | liên_kết=\|viền Iceland     | 64°02′14″B 21°24′3″T / 64,03722°B 21,40083°T    | 303            |        |
| 6.    | Darajat      | liên_kết=\|viền Indonesia   | 7°13′5″N 107°43′38″Đ / 7,21806°N 107,72722°Đ    | 255            |        |
| 7.    | Hải quân     | liên_kết=\|viền Hoa Kỳ      |                                                 | 240            | [ 80 ] |
| số 8. | Malitbog     | liên_kết=\|viền Philippines | 11°09′7″B 124°38′58″Đ / 11,15194°B 124,64944°Đ  | 233            | [ 83 ] |
| 9.    | Wayang Windu | liên_kết=\|viền Indonesia   | 07°12′0″N 107°37′30″Đ / 7,2°N 107,625°Đ         | 227            |        |
| 10.   | Kamojang     | liên_kết=\|viền Indonesia   | 7°08′26″N 107°47′13″Đ / 7,14056°N 107,78694°Đ   | 203            |        |

### Thủy điện

#### Thông thường
| Rank | Station             | Country           | Location                                        | Capacity (MW) | Ref              |
| ---- | ------------------- | ----------------- | ----------------------------------------------- | ------------- | ---------------- |
| 1.   | Three Gorges        | Trung Quốc        | 30°49′15″B 111°00′8″Đ / 30,82083°B 111,00222°Đ  | 22,500        | [ 1 ]            |
| 2.   | Itaipu              | Brazil · Paraguay | 25°24′31″N 54°35′21″T / 25,40861°N 54,58917°T   | 14,000        | [ 6 ] [ 7 ]      |
| 3.   | Xiluodu             | Trung Quốc        | 28°15′52″B 103°38′47″Đ / 28,26444°B 103,64639°Đ | 13,860        | [ 84 ]           |
| 4.   | Guri                | Venezuela         | 07°45′59″B 62°59′57″T / 7,76639°B 62,99917°T    | 10,233        | [ 12 ]           |
| 5.   | Tucuruí             | Brazil            | 03°49′53″N 49°38′36″T / 3,83139°N 49,64333°T    | 8,370         |                  |
| 6.   | Belo Monte          | Brazil            | 03°07′27″N 51°42′1″T / 3,12417°N 51,70028°T     | 8,176         | [ 3 ] [ note 1 ] |
| 7.   | Grand Coulee        | Hoa Kỳ            | 47°57′23″B 118°58′56″T / 47,95639°B 118,98222°T | 6,809         | [ 18 ]           |
| 8.   | Xiangjiaba          | Trung Quốc        | 28°38′57″B 104°22′14″Đ / 28,64917°B 104,37056°Đ | 6,448         | [ 23 ] [ 24 ]    |
| 9.   | Longtan             | Trung Quốc        | 25°01′38″B 107°02′51″Đ / 25,02722°B 107,0475°Đ  | 6,426         | [ 85 ]           |
| 10.  | Sayano-Shushenskaya | Nga               | 52°49′31″B 91°22′15″Đ / 52,82528°B 91,37083°Đ   | 6,400         |                  |

#### Hồ trữ điện

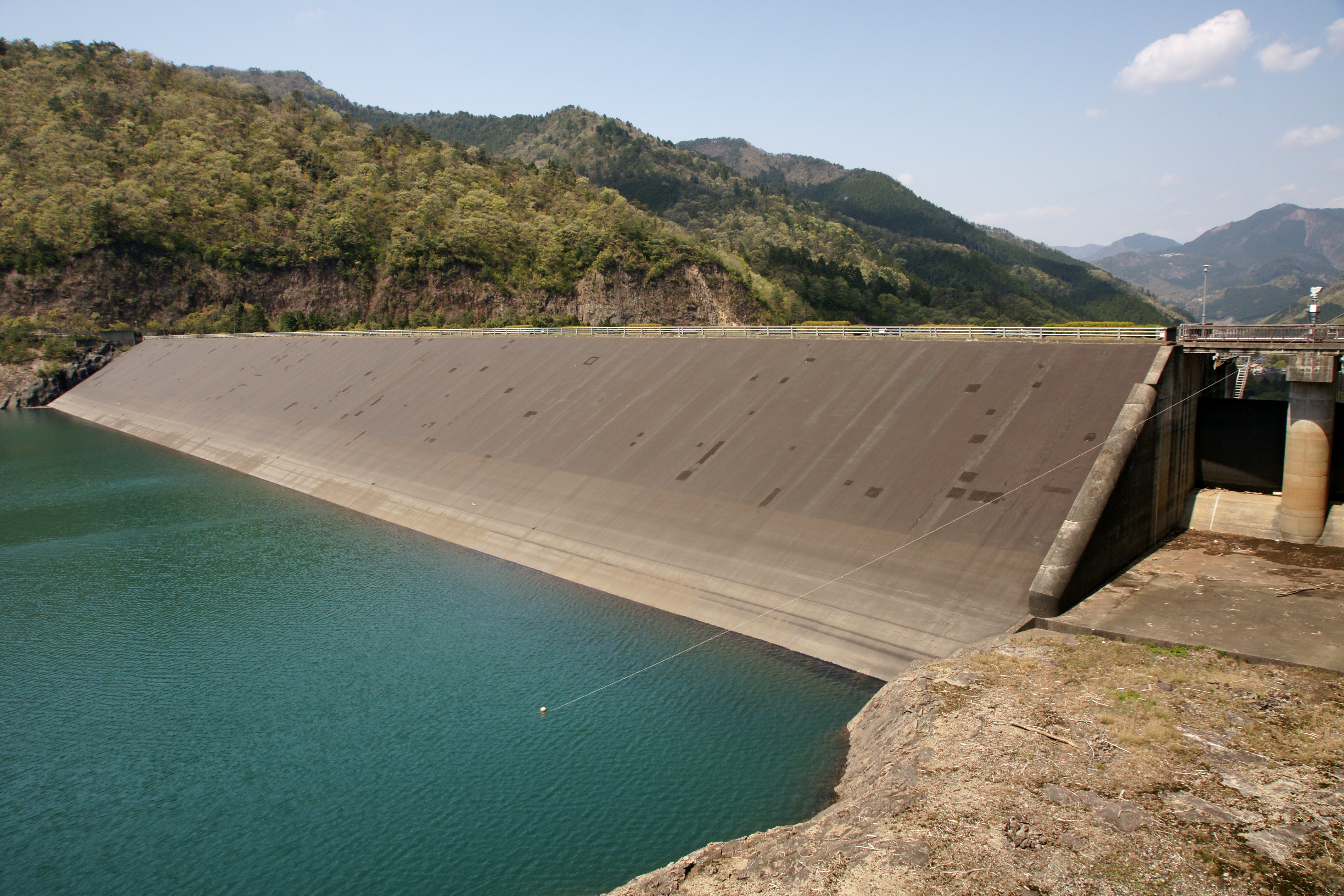
Hồ chứa trên của Trạm lưu trữ được bơm Okutataragi ở mức 1,932 MW

| Cấp | Ga tàu      | Quốc gia                   | Vị trí                                          | Công suất (MW) | Ref         |
| --- | ----------- | -------------------------- | ----------------------------------------------- | -------------- | ----------- |
| 1.  | Hạt tắm     | liên_kết=\|viền Hoa Kỳ     | 38°12′32″B 79°48′0″T / 38,20889°B 79,8°T        | 3,003          | [ 4 ]       |
| 2.  | Huệ Châu    | liên_kết=\|viền Trung Quốc | 23°16′7″B 114°18′50″Đ / 23,26861°B 114,31389°Đ  | 2,448          | [ 86 ]      |
| 3.  | Quảng Đông  | liên_kết=\|viền Trung Quốc | 23°45′52″B 113°57′12″Đ / 23,76444°B 113,95333°Đ | 2.400          | [ 4 ] [ 4 ] |
| 4.  | Okutataragi | liên_kết=\|viền Nhật Bản   | 35°14′13″B 134°49′55″Đ / 35,23694°B 134,83194°Đ | 1.932          |             |
| 5.  | Ludington   | liên_kết=\|viền Hoa Kỳ     | 43°53′37″B 86°26′43″T / 43,89361°B 86,44528°T   | 1.872          | [ 4 ]       |

#### Dòng chảy của dòng sông

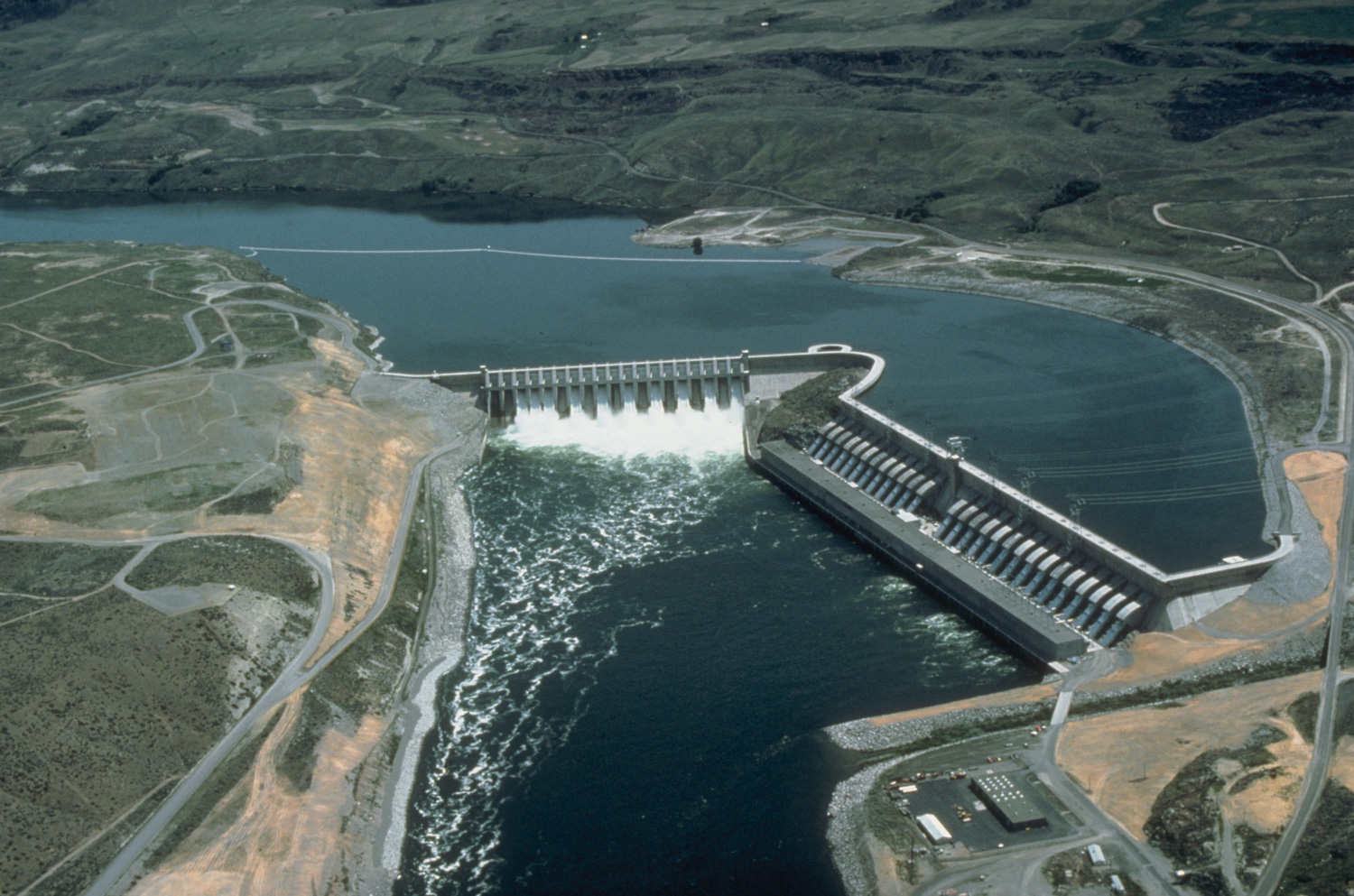
Chánh Joseph, nhà máy thủy điện chạy trên sông lớn thứ ba với 2,620 MW

| Cấp | Ga tàu       | Quốc gia               | Vị trí                                          | Công suất (MW) | Ref    |
| --- | ------------ | ---------------------- | ----------------------------------------------- | -------------- | ------ |
| 1.  | Jirau        | liên_kết=\|viền Brazil | 9°15′0″N 64°24′0″T / 9,25°N 64,4°T              | 3.750          | [ 87 ] |
| 2.  | Sê-ri        | liên_kết=\|viền Brazil | 8°48′6″N 63°57′3″T / 8,80167°N 63,95083°T       | 3,568          | [ 88 ] |
| 3.  | Chánh Joseph | liên_kết=\|viền Hoa Kỳ | 47°59′43″B 119°38′0″T / 47,99528°B 119,63333°T  | 2.620          |        |
| 4.  | Ngày John    | liên_kết=\|viền Hoa Kỳ | 45°52′49″B 120°41′40″T / 45,88028°B 120,69444°T | 2.160          | [ 89 ] |
| 5.  | Beauharnois  | liên_kết=\|viền Canada | 45°18′50″B 73°54′32″T / 45,31389°B 73,90889°T   | 1.903          | [ 90 ] |

#### Thủy triều

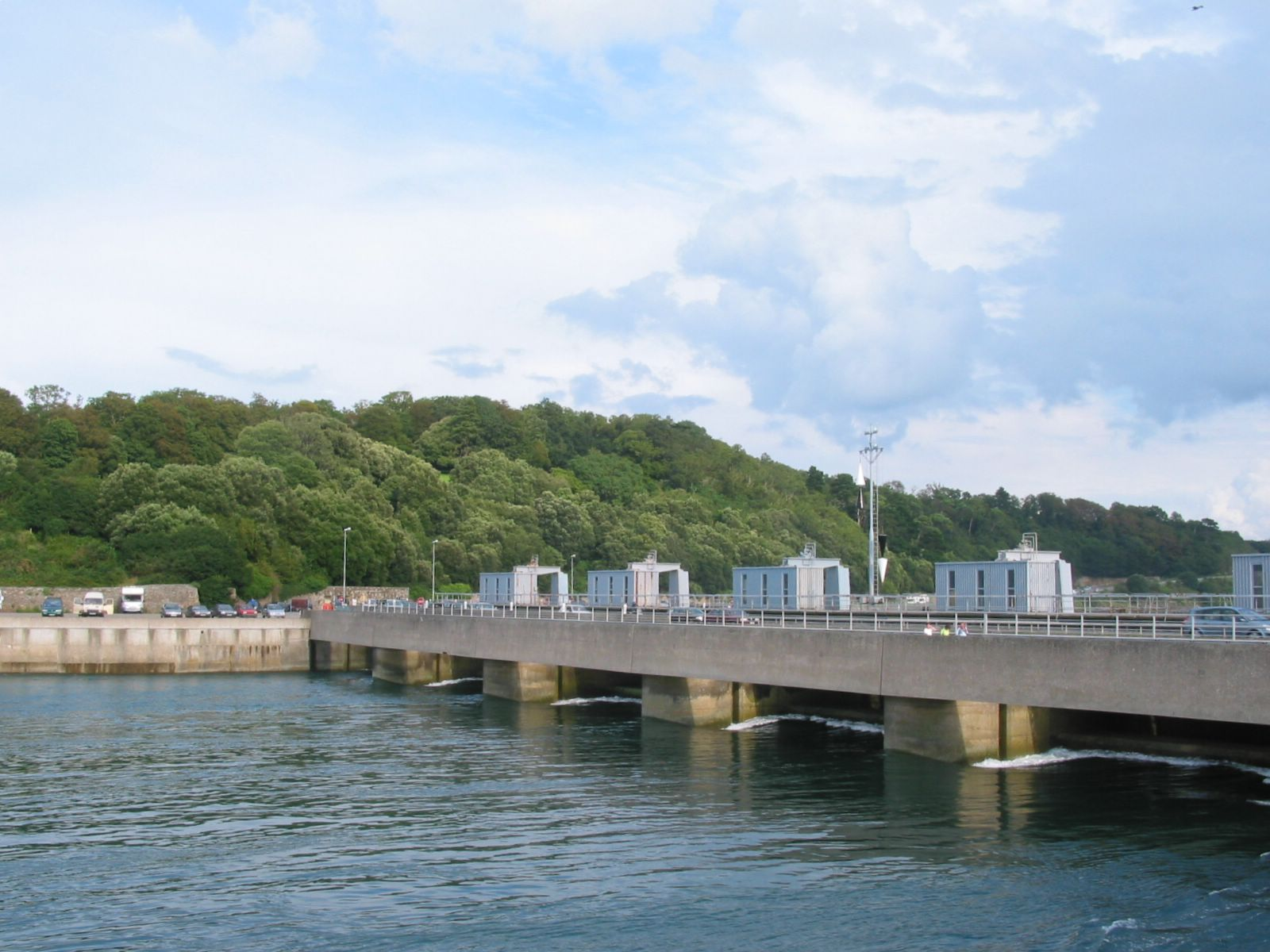
Rance, nhà máy điện thủy triều lớn thứ hai tại 240 MW

| Cấp | Ga tàu            | Quốc gia                   | Vị trí                                          | Công suất (MW) | Ref   |
| --- | ----------------- | -------------------------- | ----------------------------------------------- | -------------- | ----- |
| 1.  | Hồ Sihwa          | liên_kết=\|viền Hàn Quốc   | 37°18′47″B 126°36′46″Đ / 37,31306°B 126,61278°Đ | 254            |       |
| 2.  | Rance             | liên_kết=\|viền Pháp       | 48°37′5″B 02°01′24″T / 48,61806°B 2,02333°T     | 240            |       |
| 3.  | Hoàng gia Annomon | liên_kết=\|viền Canada     | 44°45′7″B 65°30′40″T / 44,75194°B 65,51111°T    | 20             |       |
| 4.  | Giang Tô          | liên_kết=\|viền Trung Quốc | 28°20′34″B 121°14′25″Đ / 28,34278°B 121,24028°Đ | 3.9            | [ 4 ] |
| 5.  | Kislaya Guba      | liên_kết=\|viền Nga        | 69°22′37″B 33°04′34″Đ / 69,37694°B 33,07611°Đ   | 1.7            |       |

### Năng lượng mặt trời

#### Pin quang điện phẳng

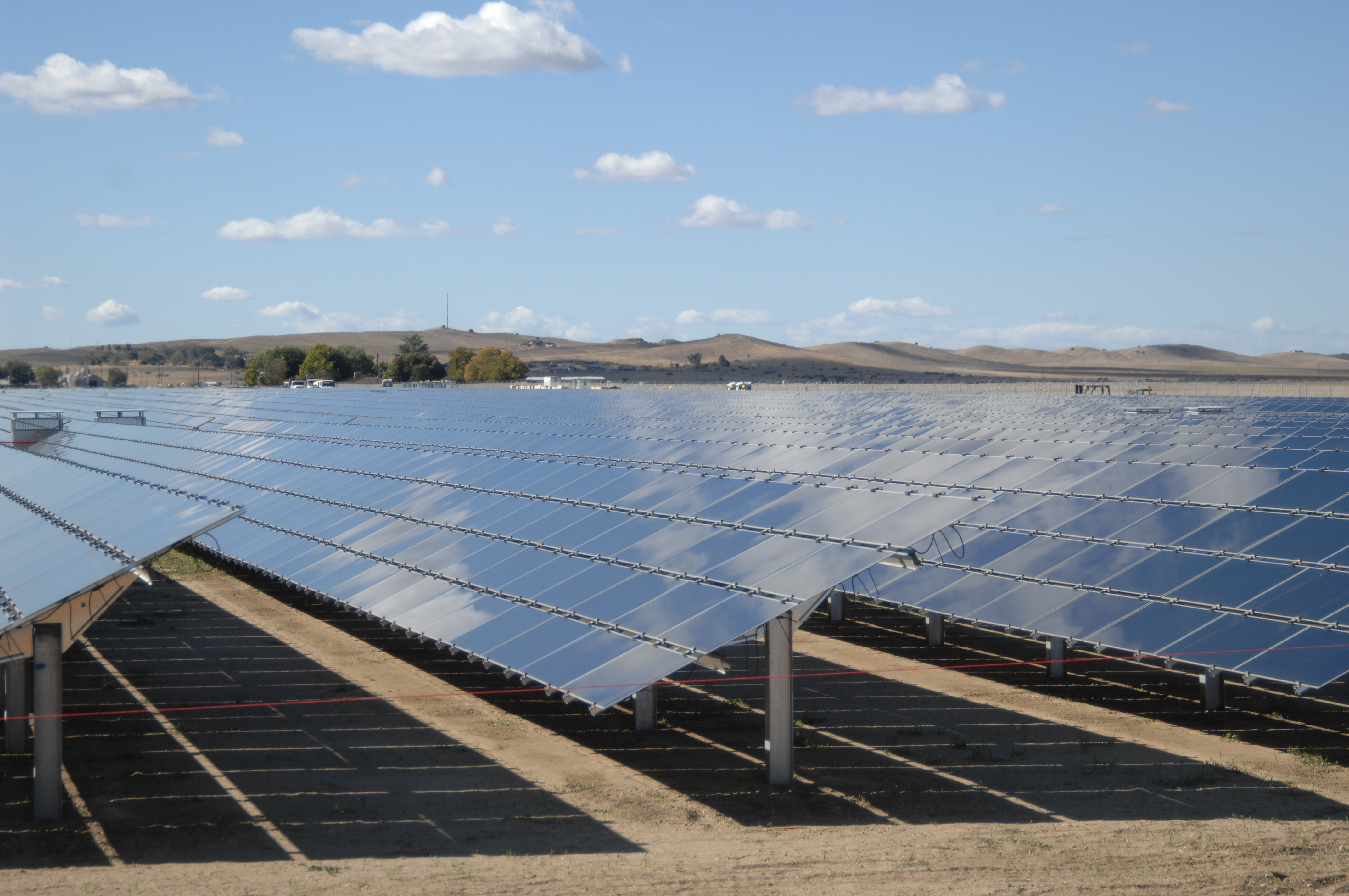
Tấm pin mặt trời tại Nhà máy điện mặt trời Topaz, một trong những nhà máy điện PV lớn nhất

| Rank | Station                            | Country    | Location                                                                                         | Capacity (MW) | Ref                  |
| ---- | ---------------------------------- | ---------- | ------------------------------------------------------------------------------------------------ | ------------- | -------------------- |
| 1.   | Tengger Desert Solar Park          | Trung Quốc | 37°33′0″B 105°03′14″Đ / 37,55°B 105,05389°Đ                                                      | 1.547         | [ 91 ] [ 92 ]        |
| 2.   | Badla Solar Park                   | India      | 27°32′22.81″N71°54′54.91″E                                                                       | 1.365         | [ 93 ] [ 94 ]        |
| 3.   | Datong Solar Power Top Runner Base | Trung Quốc | 40°04′25″B 113°08′12″Đ / 40,07361°B 113,13667°Đ, 40°00′19″B 112°57′20″Đ / 40,00528°B 112,95556°Đ | 1.000         | [ 95 ] [ 96 ] [ 97 ] |
| 4.   | Kurnool Ultra Mega Solar Park      | India      | 15°40′53,48″B 78°17′1,49″Đ / 15,66667°B 78,28333°Đ                                               | 1.000         | [ 98 ]               |
| 5.   | Longyangxia Dam Solar Park         | Trung Quốc | 36°07′20″B 100°55′6″Đ / 36,12222°B 100,91833°Đ                                                   | 850           | [ 99 ] [ 100 ]       |
| 6.   | Villanueva Solar Park              | Mexico     | 25°35′5″B 103°2′42″T / 25,58472°B 103,045°T                                                      | 828           | [ 101 ] [ 102 ]      |
| 7.   | Rewa Ultra Mega Solar              | India      | 24°28′49″B 81°34′28″Đ / 24,48028°B 81,57444°Đ                                                    | 750           | [ 103 ]              |
| 8.   | Kamuthi Solar Power Project        | India      | 9°24′25″B 78°21′32″Đ / 9,40694°B 78,35889°Đ                                                      | 648           | [ 104 ] [ 105 ]      |
| 9.   | Pavagada Solar Park                | India      | 14°05′49″N77°16′13″E                                                                             | 600           | [ 106 ]              |
| 10.  | Solar Star I and II                | Hoa Kỳ     | 34°49′B 118°23′T / 34,817°B 118,383°T                                                            | 579           | [ 107 ] [ 108 ]      |

#### Quang điện tập trung (CPV)

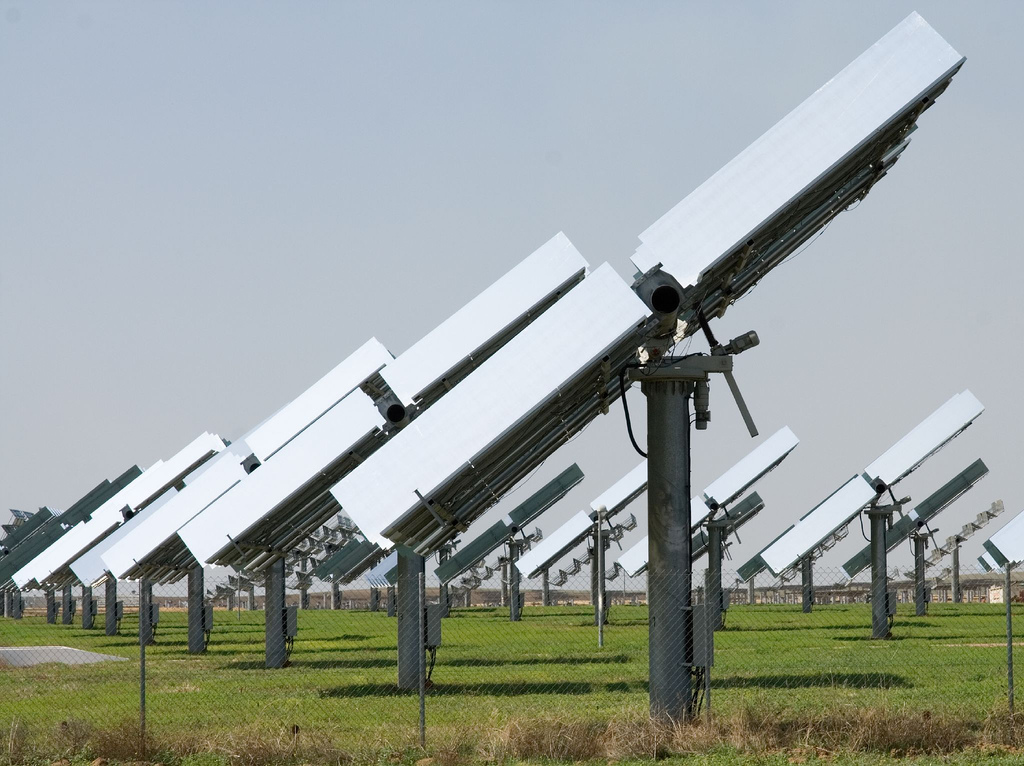
Sevilla, nhà máy điện CPV lớn thứ mười tại 1.2 MW

| Rank | Station          | Country      | Location                                        | Capacity (MW) | Ref                             |
| ---- | ---------------- | ------------ | ----------------------------------------------- | ------------- | ------------------------------- |
| 1.   | Golmud (1 and 2) | Trung Quốc   | 36°19′43″B 94°48′7″Đ / 36,32861°B 94,80194°Đ    | 110           | [ 109 ] [ 110 ]                 |
| 2.   | Touwsrivier      | South Africa | 33°24′51,67″N 19°55′0,86″Đ / 33,4°N 19,91667°Đ  | 36            | [ 111 ] [ 112 ] [ 113 ] [ 114 ] |
| 3.   | Alamosa          | Hoa Kỳ       | 37°35′54″B 105°57′7″T / 37,59833°B 105,95194°T  | 30            | [ 115 ]                         |
| 4.   | Hami             | Trung Quốc   | 43°01′24″B 93°36′28″Đ / 43,02333°B 93,60778°Đ   | 9             | [ 116 ]                         |
| 5.   | Navarra          | Tây Ban Nha  | 42°16′7″B 01°41′7″T / 42,26861°B 1,68528°T      | 7.8           | [ 117 ] [ 118 ] [ 119 ]         |
| 6.   | Borrego          | Hoa Kỳ       | 33°15′56″B 116°19′41″T / 33,26556°B 116,32806°T | 6.3           | [ 120 ]                         |
| 7.   | Hatch            | Hoa Kỳ       | 32°37′34″B 107°15′32″T / 32,62611°B 107,25889°T | 5             | [ 121 ]                         |
| 8.   | Tucson           | Hoa Kỳ       | 32°06′29″B 110°49′29″T / 32,10806°B 110,82472°T | 2             | [ 122 ]                         |
| 8.   | Murcia           | Tây Ban Nha  |                                                 | 2             | [ 117 ] [ 118 ] [ 119 ]         |
| 9.   | Newberry         | Hoa Kỳ       | 34°51′13″B 116°40′59″T / 34,85361°B 116,68306°T | 1.5           | [ 123 ]                         |
| 10.  | Sevilla          | Tây Ban Nha  | 37°25′18″B 06°15′25″T / 37,42167°B 6,25694°T    | 1.2           |                                 |

#### Nhiệt mặt trời tập trung

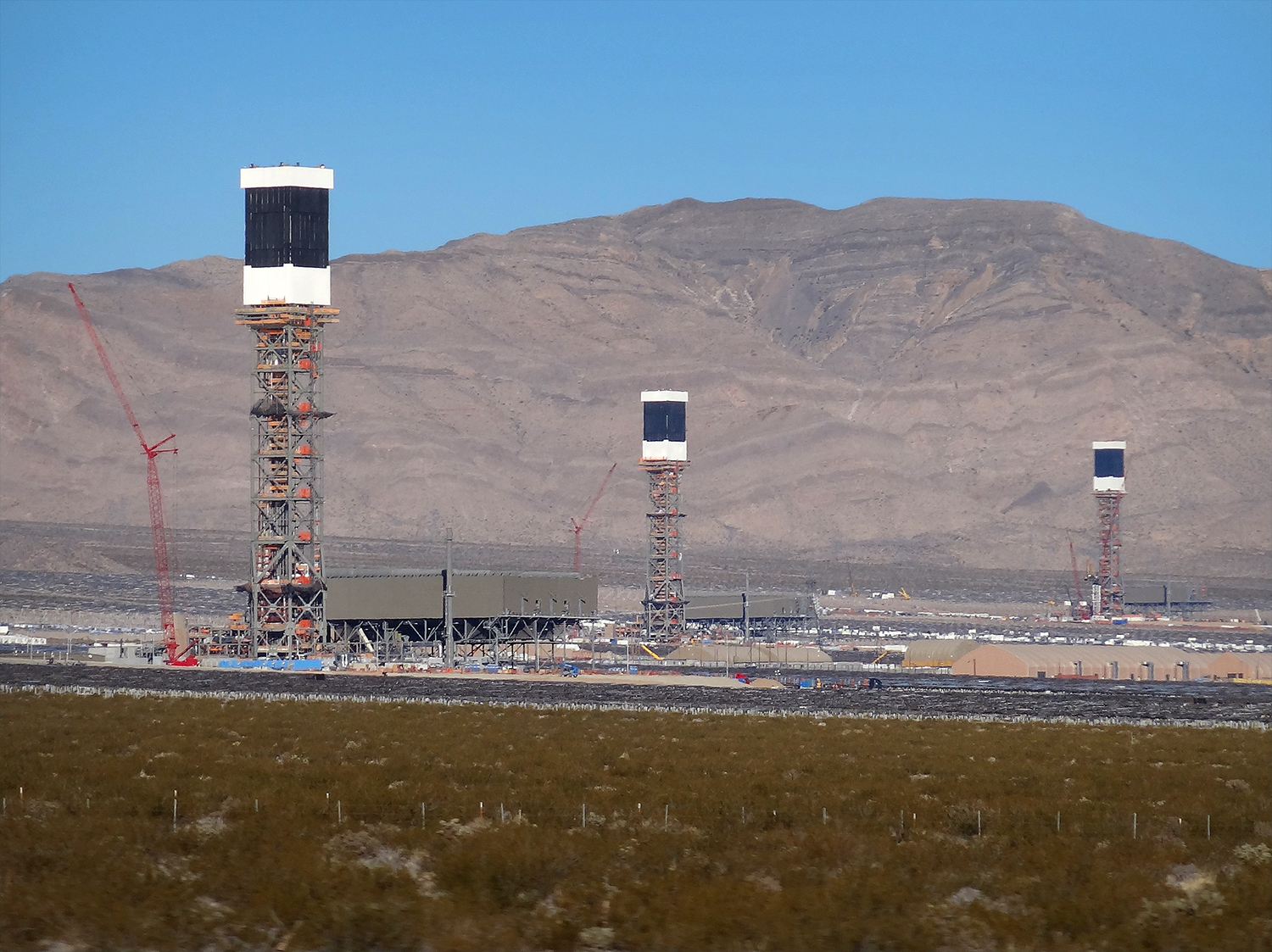
Ba tòa tháp, tại Nhà máy điện mặt trời Ivanpah, một trong những nhà máy điện CSP lớn nhất.

| Rank | Station        | Country     | Location                                        | Capacity (MW) | Ref             |
| ---- | -------------- | ----------- | ----------------------------------------------- | ------------- | --------------- |
| 1.   | Ouarzazate     | Morocco     | 30°59′40″B 06°51′48″T / 30,99444°B 6,86333°T    | 510           | [ 124 ]         |
| 2.   | Ivanpah        | Hoa Kỳ      | 35°34′B 115°28′T / 35,567°B 115,467°T           | 377           |                 |
| 3.   | SEGS           | Hoa Kỳ      | 35°01′54″B 117°20′53″T / 35,03167°B 117,34806°T | 354           |                 |
| 4.   | Solana         | Hoa Kỳ      | 32°55′B 112°58′T / 32,917°B 112,967°T           | 280           | [ 125 ]         |
| 5.   | Genesis        | Hoa Kỳ      | 33°38′38″B 114°59′17″T / 33,64389°B 114,98806°T | 250           | [ 126 ]         |
| 6.   | Solaben        | Tây Ban Nha | 39°13′29″B 5°23′26″T / 39,22472°B 5,39056°T     | 200           |                 |
| 7.   | Solnova        | Tây Ban Nha | 37°25′0″B 06°17′20″T / 37,41667°B 6,28889°T     | 150           |                 |
| (7.) | Andasol        | Tây Ban Nha | 37°13′43″B 03°04′7″T / 37,22861°B 3,06861°T     | 150           | [ 4 ] [ 4 ]     |
| (7.) | Extresol       | Tây Ban Nha | 38°39′B 6°44′T / 38,65°B 6,733°T                | 150           | [ 127 ] [ 128 ] |
| 10.  | Crescent Dunes | Hoa Kỳ      | 38°14′B 117°22′T / 38,233°B 117,367°T           | 110           | [ 129 ]         |

### Sóng

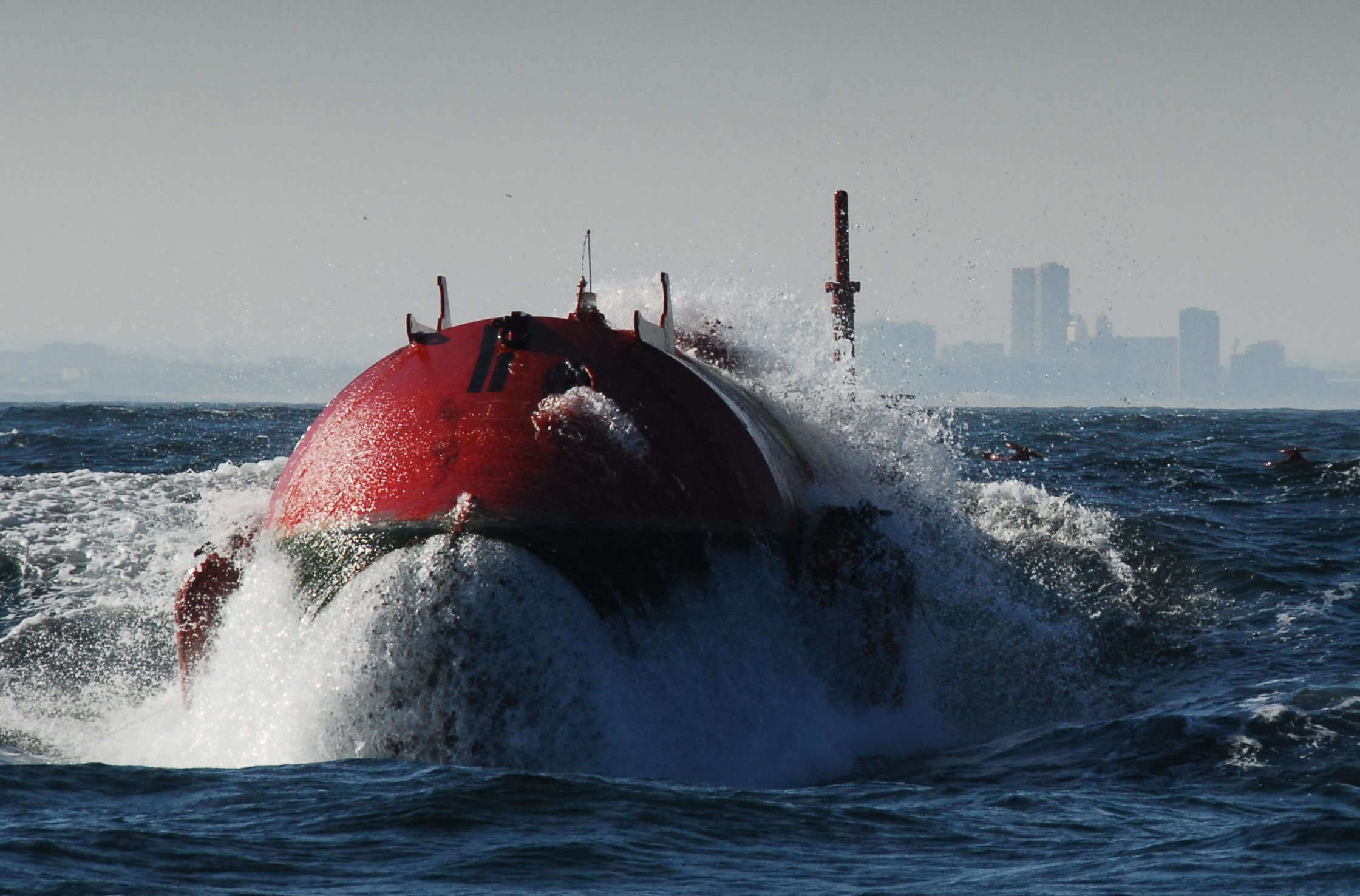
Aguçadoura, trang trại sóng lớn nhất với 2.25 MW

| Cấp | Ga tàu                         | Quốc gia                       | Vị trí                                        | Công suất (MW) | Ref                     |
| --- | ------------------------------ | ------------------------------ | --------------------------------------------- | -------------- | ----------------------- |
| 1.  | Ác mộng                        | liên_kết=\|viền Bồ Đào Nha     | 41°25′57″B 08°50′33″T / 41,4325°B 8,8425°T    | 2,25           | [ 4 ] [ 4 ]             |
| 2.  | Islay Limpet                   | liên_kết=\|viền United Kingdom | 55°41′24″B 06°31′15″T / 55,69°B 6,52083°T     | 0,5            | [ 4 ] [ 4 ]             |
| 3.  | Đột phá Mutriku                | liên_kết=\|viền Tây Ban Nha    | 43°18′26″B 2°23′6″T / 43,30722°B 2,385°T      | 0,3            | [ 130 ] [ 131 ] [ 132 ] |
| 4.  | Biển SDE                       | liên_kết=\|viền Israel         | 32°05′59″B 34°46′24″Đ / 32,09972°B 34,77333°Đ | 0,04           | [ 133 ]                 |
| 5.  | Thiết bị năng lượng sóng Azura | liên_kết=\|viền Hoa Kỳ         |                                               | 0,02           | [ 134 ]                 |

### Gió

#### Trên bờ

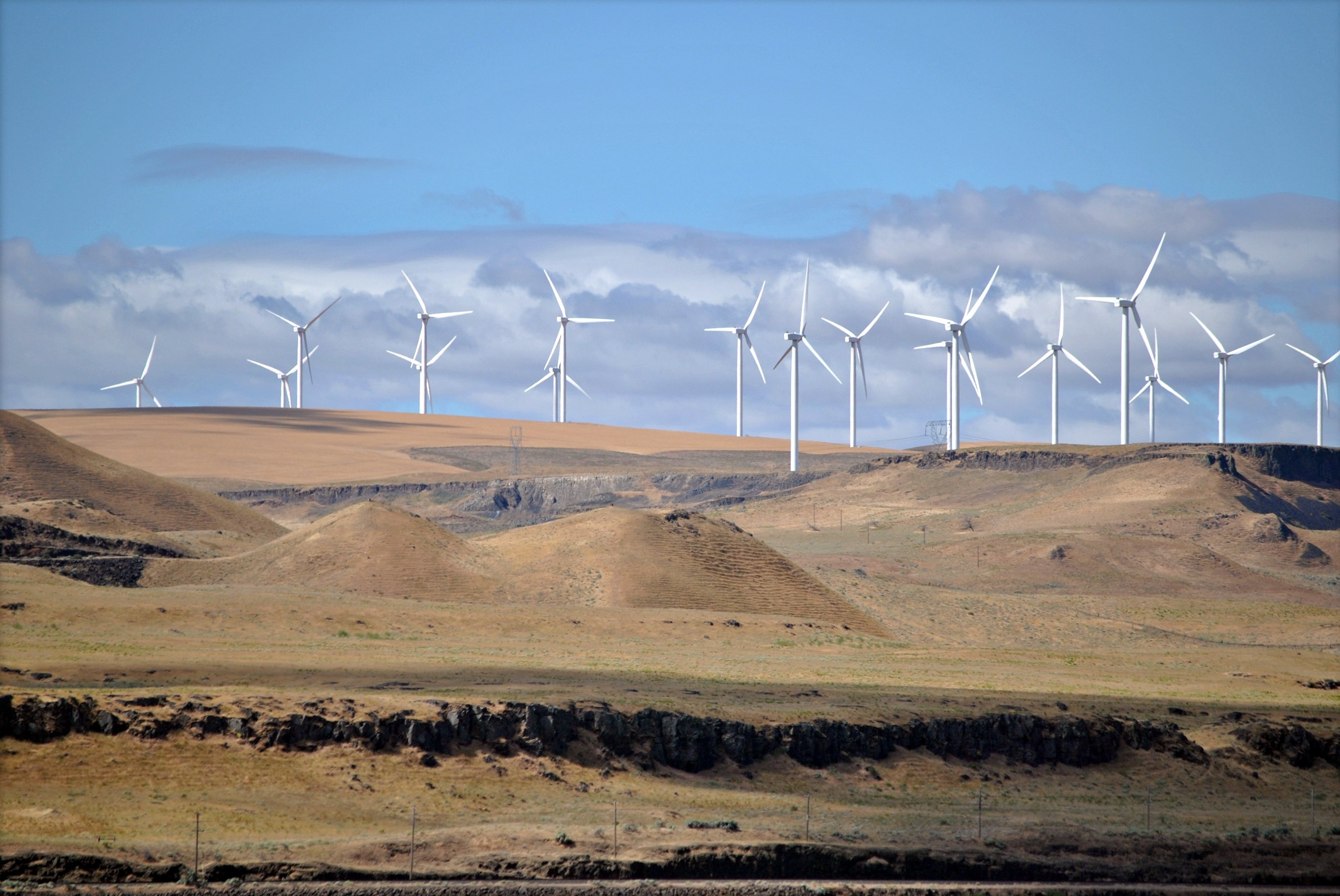
Trang trại gió phẳng chăn cừu, trang trại gió lớn thứ năm với 845 MW

| Rank | Station                     | Country    | Location                                          | Capacity (MW) | Ref           |
| ---- | --------------------------- | ---------- | ------------------------------------------------- | ------------- | ------------- |
| 1.   | Gansu                       | Trung Quốc | 40°12′0″B 96°54′0″Đ / 40,2°B 96,9°Đ               | 7,965         |               |
| 2.   | Alta                        | Hoa Kỳ     | 35°1′16″B 118°19′14″T / 35,02111°B 118,32056°T    | 1,548         | [ 4 ]         |
| 3.   | Muppandal                   | India      | 8°15′39″B 77°32′19″Đ / 8,260706°B 77,538575°Đ     | 1,500         | [ 4 ]         |
| 4.   | Jaisalmer                   | India      | 26°55′12″B 70°54′0″Đ / 26,92°B 70,9°Đ             | 1,064         | [ 4 ]         |
| 5.   | Shepherds Flat              | Hoa Kỳ     | 45°42′0″B 120°03′36″T / 45,7°B 120,06°T           | 845           | [ 4 ]         |
| 6.   | Roscoe                      | Hoa Kỳ     | 32°26′41″B 100°34′23″T / 32,44472°B 100,57306°T   | 782           | [ 4 ] [ 135 ] |
| 7.   | Horse Hollow                | Hoa Kỳ     | 32°19′0″B 99°59′59″T / 32,31667°B 99,99972°T      | 736           | [ 4 ] [ 4 ]   |
| 8.   | Tehachapi Pass Wind Farm    | Hoa Kỳ     | 35°06′8″B 118°16′58″T / 35,10222°B 118,28278°T    | 705           | [ 136 ]       |
| 9.   | Capricorn Ridge             | Hoa Kỳ     | 31°54′8″B 100°53′56″T / 31,90222°B 100,89889°T    | 663           | [ 4 ]         |
| 10.  | San Gorgonio Pass Wind Farm | Hoa Kỳ     | 33°54′53,53″B 116°35′18,35″T / 33,9°B 116,58333°T | 615           | [ 136 ]       |

#### Ngoài khơi

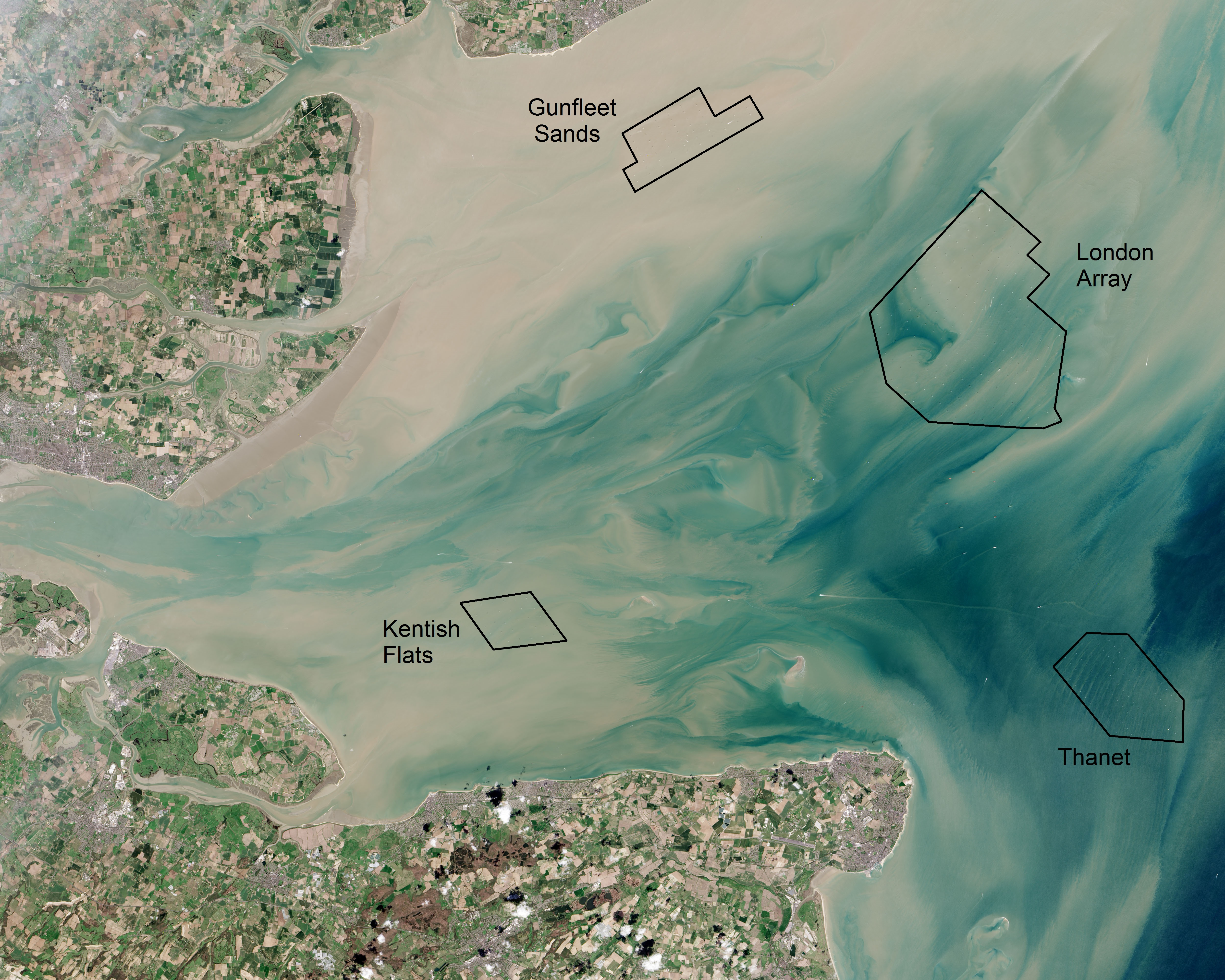
Hình ảnh vệ tinh của cửa sông Thames với London Array trên cùng bên phải và các khu vực trang trại gió lân cận

| Rank | Station                | Country        | Location                                    | Capacity (MW) | Ref                             |
| ---- | ---------------------- | -------------- | ------------------------------------------- | ------------- | ------------------------------- |
| 1.   | Walney                 | United Kingdom | 54°2′38″B 3°31′19″T / 54,04389°B 3,52194°T  | 659           | [ 137 ] [ 138 ] [ 139 ]         |
| 2.   | London Array           | United Kingdom | 51°38′38″B 1°33′13″Đ / 51,64389°B 1,55361°Đ | 630           | [ 140 ]                         |
| 3.   | Gemini Wind Farm       | Hà Lan         | 54°2′10″B 05°57′47″Đ / 54,03611°B 5,96306°Đ | 600           | [ 141 ] [ 142 ] [ 143 ] [ 144 ] |
| 4.   | Gode Wind (phases 1+2) | Đức            | 54°04′B 7°02′Đ / 54,067°B 7,033°Đ           | 582           | [ 145 ] [ 146 ]                 |
| 5.   | Gwynt y Môr            | United Kingdom | 53°27′0″B 03°35′0″T / 53,45°B 3,58333°T     | 576           | [ 147 ]                         |
| 6.   | Race Bank              | Anh Quốc       | 53°16′B 0°50′Đ / 53,267°B 0,833°Đ           | 573           | [ 148 ] [ 149 ]                 |
| 7.   | Greater Gabbard        | United Kingdom | 51°52′48″B 1°56′24″Đ / 51,88°B 1,94°Đ       | 504           | [ 150 ]                         |
| 8.   | Dudgeon                | Anh Quốc       | 53°14′56″B 1°23′24″Đ / 53,24889°B 1,39°Đ    | 402           | [ 151 ]                         |
| 9.   | Veja Mate              | Đức            | 54°19′1″B 5°52′15″Đ / 54,31694°B 5,87083°Đ  | 402           | [ 152 ] [ 153 ]                 |

## Danh sách các nhà máy và đơn vị điện lớn nhất trong mỗi quốc gia
Bảng sau liệt kê trạm phát điện lớn nhất và đơn vị phát điện lớn nhất trong mỗi quốc gia.